# Krížová Ves
Krížová Ves és un poble i municipi d'Eslovàquia. Es troba a la regió de Prešov, al nord del país.

## Història
La primera referència escrita de la vila data del 1290.

## Demografia
| Godina             | 1994 | 2004    | 2014    | 2024    |
| ------------------ | ---- | ------- | ------- | ------- |
| Nombre de persones | 1480 | 1719    | 2121    | 2424    |
| Diferència         |      | +16,14% | +23,38% | +14,28% |

| Godina             | 2023 | 2024   |
| ------------------ | ---- | ------ |
| Nombre de persones | 2380 | 2424   |
| Diferència         |      | +1,84% |